# Zaglyptonotus bruchi
Zaglyptonotus bruchi is een vliesvleugelig insect uit de familie Torymidae. De wetenschappelijke naam is voor het eerst geldig gepubliceerd in 1917 door Girault.